# Piano Fugu

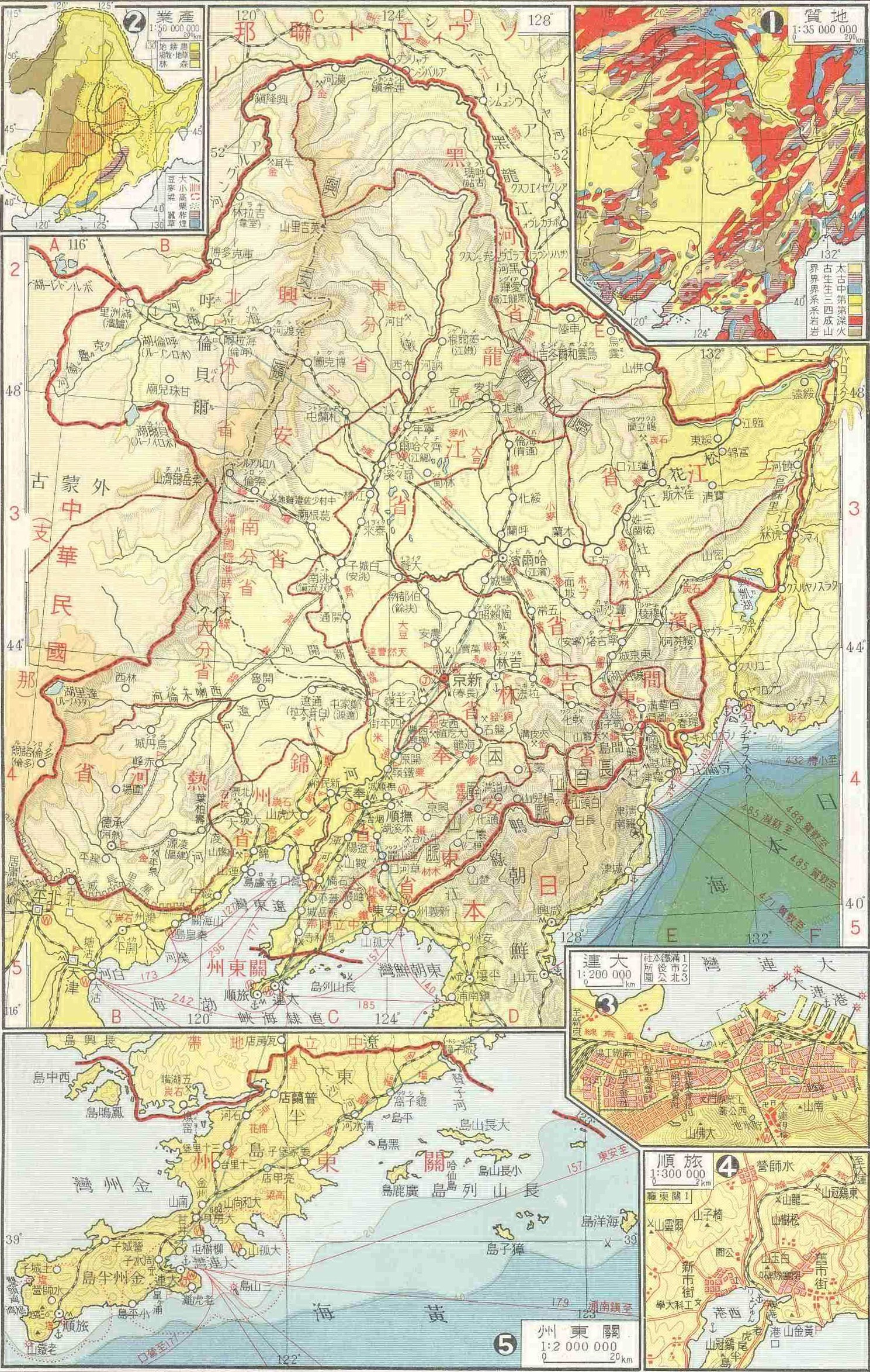
Mappa del Manciukuò

Il piano Fugu (河豚計画?, Fugukeikaku) era un progetto del governo giapponese che si proponeva il trasferimento e la colonizzazione di ebrei nel Manciukuò, stato fantoccio dell'Impero giapponese.
Il nome del piano deriva dal tipico piatto giapponese fugu, considerata una prelibatezza culinaria, che deve essere preparata sviscerando con la massima attenzione l'omonimo pesce data l'estrema velenosità di alcune sue parti: questo paragone deriverebbe dalla presunta pericolosità del popolo ebraico, che se non attentamente controllato e circoscritto, sarebbe fatale per gli altri popoli.
Il "piano Fugu" fu sottoposto a ricerca dagli storici Marvin Tokayer e Mary Swartz che analizzarono i pochi documenti salvatisi dal secondo conflitto mondiale ed intervistarono le persone coinvolte sopravvissute e pubblicarono il libro The Fugu Plan: The Untold Story of the Japanese and the Jews During World War.

## Storia
Le autorità giapponesi trovarono difficile realizzare una colonizzazione nazionale del Manciukuò, stato fantoccio dell'Impero giapponese, scarsamente popolato ma ricco di risorse. I civili nipponici erano poco motivati a trasferirsi in un'area climaticamente difficile ed ostile.
Culturalmente influenzate anche da uno dei più noti e diffusi libelli anti-semiti come i Protocolli dei Savi di Sion, le autorità giapponesi si convinsero che gli ebrei in fuga dall'Europa, per le loro presunte abilità economiche, sarebbero stati interessati a trasferirvisi per avere un luogo sicuro ove vivere e prosperare nell'ambito della progettata Sfera di co-prosperità della Grande Asia orientale. L'idea prevedeva di coinvolgere gli ebrei già residenti ad Harbin e Shanghai ed attirare i finanziamenti di ricchi ebrei per sostenere economicamente il piano, date anche le difficoltà di ripresa dell'economia nipponica dopo la Grande depressione del 1929. Il piano venne voluto ed ideato da alcuni militari nipponici, come Kiichiro Higuchi e Norihiro Yasue, ed industriali giapponesi stanziati in Manciuria come Yoshisuke Aikawa, fondatore della Nissan e controllore dello zaibatsu Mangyō.
Il progetto venne ideato a partire dal 1934, proprio nello stesso anno in cui venne fondata nell'Unione Sovietica l'oblast' autonoma ebraica, nato con simili finalità di colonizzazione ebraica proprio ai confini settentrionali del Manciukuò. Il 6 dicembre 1938 il primo ministro Fumimaro Konoe, il ministro degli esteri Hachirō Arita, il ministro della guerra Seishirō Itagaki, il ministro della marina Mitsumasa Yonai e il ministro delle finanze Shigeaki Ikeda si riunirono per trattare il tema in quella che rimase nota come la "Conferenza dei cinque ministri". Deliberarono in quella sede di proibire l'espulsione degli ebrei da Giappone, Manciuria e Cina. Come risultato immediato della "Conferenza dei cinque ministri" ci fu il fatto che 14.000 - 15.000 ebrei dell'Europa orientale ottennero asilo nel quartiere giapponese di Shanghai, mentre i quartieri controllati dalle potenze europee non ammettevano invece l'ingresso di ebrei. Inoltre mille rifugiati polacchi che non erano stati in grado di ottenere visti di accesso per altre nazioni furono ospitati nella zona giapponese di Shanghai.
L'alleanza con i tedeschi, che addirittura per bloccare il piano inviarono nel 1941 a Shanghai il cosiddetto "macellaio di Varsavia" Josef Meisinger, pur non provocando persecuzioni nei confronti degli ebrei residenti in Giappone o nei territori sottoposti, rallentò e poi bloccò la sua esecuzione nel 1942, che fallì anche a causa dell'estrema indigenza di quegli ebrei che effettivamente erano riusciti a raggiungere l'estremo oriente, che non avevano le risorse materiali per incidere nella ripresa economica dell'area. L'operazione Fugu, pur essendo formalmente fallita, permise però a migliaia di ebrei di salvarsi dalle persecuzioni nazi-fasciste.